# Handelsregister (Deutschland)
Das deutsche Handelsregister ist ein öffentliches Verzeichnis, das Eintragungen über angemeldete Kaufleute im Bezirk des zuständigen Registergerichts führt und Auskunft über hinterlegte Dokumente erteilt. Es informiert über wesentliche rechtliche und wirtschaftliche Verhältnisse („Tatsachen“) von Kaufleuten und Unternehmen und kann von jedermann eingesehen werden. Eintragungen in das Handelsregister genießen einen umfassenden Verkehrs- und Vertrauensschutz nach § 15 Handelsgesetzbuch (HGB).
Das Registerrecht gehört zur freiwilligen Gerichtsbarkeit.

## Geschichte
In Berlin wurde das Handelsregister ab 1820 von der neugegründeten Korporation der Berliner Kaufmannschaft geführt. Mit der Verabschiedung des Allgemeinen Deutschen Handelsgesetzbuches am 24. Juni 1861 ging diese Aufgabe, wie überall im Deutschen Bund, auf die jeweils zuständigen Handels- oder Amtsgerichte über.
Im Deutschen Reich informierte das Zentral-Handelsregister für das Deutsche Reich als eigenständige tägliche Publikation über Eintragungen, die nach Amtsgericht sortiert waren. Das Zentral-Handelsregister war auch Beilage des Deutschen Reichsanzeigers.

## Grundlagen
Mit dem Registerverfahrenbeschleunigungsgesetz wurde 1993 die Möglichkeit geschaffen, das Handelsregister in elektronischer Form zu führen. Aufgrund der Richtlinien 2003/58/EG, 68/151/EWG, 2004/109/EG sowie 2001/34/EG musste eine einheitliche elektronische Registerführung betreffend Datenbanken mit Unternehmensinformationen eingeführt werden. Seit 2007 wird das Handelsregister vollständig elektronisch geführt. Sowohl die Übermittlung und Einreichung der Anmeldungen zur Eintragung EGVP als auch die Beauskunftung über den Inhalt der Eintragungen und der hinterlegten Dokumente erfolgt mittels elektronischer Informations- und Kommunikationssysteme (E-Justice). Die rechtlichen und technischen Grundlagen sind in den §§ 8 bis 12 Handelsgesetzbuch (HGB) und in der Handelsregisterverordnung (HRV) geregelt.

## Inhalt
Das Register besteht aus zwei Abteilungen, Abteilung A (Einzelunternehmen, Personengesellschaften und rechtsfähige wirtschaftliche Vereine) und Abteilung B (Kapitalgesellschaften), welche mit HRA bzw. HRB abgekürzt werden. Anmeldungen zum Register (Neueintragungen, Veränderungen, Löschungen) müssen elektronisch in öffentlich beglaubigter Form erfolgen (§ 12 Abs. 1 HGB). Eintragungen erfolgen in der Regel auf Antrag. Eine unterbliebene, aber erforderliche Anmeldung kann mit Zwangsgeld von bis zu 5000 Euro belegt werden (§ 14 HGB).
Ein von einer natürlichen Person (ohne Zwischenschaltung einer juristischen Person) oder einer Personengesellschaft betriebenes Unternehmen muss in das Handelsregister eingetragen werden, wenn es nach Art und Umfang einen kaufmännischen Geschäftsbetrieb erfordert (§ 1, § 29 HGB). Ausgenommen sind sogenannte „Kleingewerbetreibende“, die zwar ein Gewerbe ausüben, aber nicht den Regelungen für Kaufleute unterliegen (§ 1 Abs. 2 HGB). Alle Kapitalgesellschaften sind stets in das Register einzutragen.

### Eintragungen
Das Handelsregister besteht nach der Handelsregisterverordnung aus elektronisch geführten Registerblättern und enthält unter anderem Angaben zu
- Firma
- Sitz und Geschäftsanschrift
- Niederlassung und Zweigniederlassungen sowie deren Anschrift
- Gegenstand des Unternehmens
- vertretungsberechtigten Personen (Vorstand, Geschäftsführer, Prokuristen, Inhaber, persönlich haftende Gesellschafter) und besondere Vertretungsbefugnis
- Rechtsform des Unternehmens
- Grund- oder Stammkapital
- Kommanditisten, Mitglieder
- sonstige Rechtsverhältnisse (z. B. Umwandlungen, Insolvenzverfahren, Auflösung)

Eintragungen können sein
- konstitutiv (rechtserzeugend, rechtsbegründend), d. h. die Rechtswirkung tritt erst durch die Eintragung ein;
- deklaratorisch (rechtsbezeugend, rechtserklärend), d. h. die Rechtswirkung ist schon vor der Eintragung eingetreten, sie wird durch die Eintragung nur bestätigt.

### Dokumente/Einreichungen
Neben den Eintragungen sind im Handelsregister auch verschiedene Dokumente einsehbar. Dazu gehören etwa die Gesellschafterliste einer GmbH (§ 40 Abs. 1 GmbHG), die Satzungen der Kapitalgesellschaften, Listen der Aufsichtsratsmitglieder (§ 106 AktG) oder auch Unternehmensverträge. Diese Dokumente werden für jedes Registerblatt in den „Registerordner“ aufgenommen und in der Reihenfolge ihres Eingangs und nach Art des Dokuments sortiert abrufbar gehalten (§ 9 HRV).

## Abteilungen
Die Eintragungen in das Handelsregister erfolgen in zwei Abteilungen. Kapitalgesellschaften werden in der Abteilung B (HRB) eingetragen, alle übrigen Unternehmen (insbesondere Einzelkaufleute und Personenhandelsgesellschaften, hier jedoch nicht die GbR) in der Abteilung A (HRA).
Das HRA erteilt Auskunft über: Firma, Rechtsform, Inhaber bzw. persönlich haftende Gesellschafter der Personenhandelsgesellschaft, Wechsel der Inhaber bzw. Gesellschafter, Ort der Niederlassung, Betrag der Kommanditeinlage, Eröffnung der Insolvenz, Löschung der Firma.
Das HRB erteilt Auskunft über: Firma, Rechtsform, Ort der Niederlassung, Geschäftsführer, Stammkapital der GmbH bzw. Grundkapital der Aktiengesellschaft (AG), Prokura, Unternehmensgegenstand, Liquidation, Eröffnung der Insolvenz, Löschung der Firma.
Die in diesen Abteilungen einzutragenden Rechtsverhältnisse und Tatsachen sind sehr vielgestaltig, sodass registerrechtlich nur das Handelsregister zwischen eintragungspflichtigen, eintragungsfähigen und nicht eintragungsfähigen Tatsachen unterscheidet. Bei allen übrigen Registern ist der Kreis der Rechtsverhältnisse so begrenzt, dass diese Unterscheidung nicht erforderlich ist.

### Eintragungspflichtige Tatsachen
Eintragungspflichtig sind die im HGB, AktG und GmbHG abschließend aufgezählten Tatsachen oder Rechtsverhältnisse (Gesetzesformulierung: „ist anzumelden“). Die am Handelsverkehr Beteiligten trifft daher ein gesetzlicher Zwang, diese Tatsachen eintragen zu lassen. Diese Eintragungspflicht kann gegebenenfalls mit Zwangsgeldern (§ 14 HGB) von Amts wegen durchgesetzt werden (Registerzwang). Eintragungspflichtig sind insbesondere:
- § 29 HGB (Firma des Kaufmanns),
- § 31 HGB (Veränderungen und Erlöschen der Firma),
- § 34 HGB (Satzung, Auflösung),
- § 53 HGB (Erteilung und Erlöschen Prokura),
- § 106 HGB (Anmeldung OHG),
- § 144 Abs. 2 HGB (Fortsetzung OHG),
- § 148 HGB (Anmeldung Liquidatoren),
- § 143 Abs. 1 HGB (Auflösung OHG) und
- § 162 HGB (Anmeldung KG);
- § 7 GmbHG (Anmeldung GmbH),
- § 39 GmbHG (Geschäftsführer),
- § 40 GmbHG (Gesellschafter),
- § 54 GmbHG (Satzungsänderung),
- § 57 GmbHG (Erhöhung Stammkapital),
- § 67 GmbHG (Liquidatoren);
- § 36 AktG (Anmeldung AG);
- § 45 AktG (Sitzverlegung AG),
- § 81 AktG (Änderung Vorstand),
- § 181 AktG (Satzungsänderung),
- § 266 AktG (Abwickler),
- § 294 AktG in Verbindung mit § 291 AktG,
- § 292 AktG (Unternehmensverträge mit AG/KGaA als beherrschter Gesellschaft).
- Nach § 143 Abs. 1 HGB, § 263 AktG, § 65 GmbHG ist die Auflösung durch die Gesellschafter bzw. durch den Vorstand anzumelden. Damit ist auch die Auflösung dieser Rechtsformen eine eintragungspflichtige Tatsache.

### Eintragungsfähige Tatsachen
Die Eintragung einer Tatsache im Handelsregister, deren Eintragung nicht vom Gesetz bestimmt oder zugelassen wird (eintragungsfähige Tatsache), ist nach ständiger Rechtsprechung des BGH nur dann zulässig, wenn Sinn und Zweck des Handelsregisters die Eintragung erfordern und für ihre Eintragung ein erhebliches Interesse des Rechtsverkehrs besteht. Mit Rücksicht auf die strenge Formalisierung des Registerrechts ist bei der Bejahung von gesetzlich nicht geregelten Eintragungen Zurückhaltung geboten. Dem ist dadurch Rechnung zu tragen, dass derartige Eintragungen auf Fälle der Auslegung gesetzlicher Vorschriften, der Analogiebildung und der richterlichen Rechtsfortbildung zu beschränken sind.
Nur wenige Tatsachen gelten als eintragungsfähig. Sie können ins Handelsregister eingetragen werden, müssen aber nicht. Für landwirtschaftliche Betriebe ist in § 3 HGB lediglich eine nicht verpflichtende Eintragungsfähigkeit vorgesehen; werden sie eingetragen, entsteht hierdurch erst ihre Kaufmannseigenschaft (konstitutive Wirkung). Nachdem der BGH die Eintragungsfähigkeit einer Gesellschaft bürgerlichen Rechts (GbR) als Kommanditistin bejaht hatte, wurde vom Gesetzgeber die Vorschrift des § 162 Abs. 1 Satz 2 HGB geändert. Die in § 25 Abs. 2 HGB vorgesehene abweichende Haftungsvereinbarung bei Übergang eines Handelsgeschäfts ist lediglich eintragungsfähig, ebenso die in § 28 Abs. 2 HGB vorgesehene Haftungsbefreiung (Eintritt als Gesellschafter), die erst durch Eintragung gegenüber Dritten wirkt. Die Eintragungsfähigkeit einer Tatsache ist vom Registergericht von Amts wegen zu prüfen (§ 29 FamFG).

### Nicht eintragungsfähige Tatsachen
In das Handelsregister wird nicht alles eingetragen, was für den Rechts- und Handelsverkehr bedeutsam ist. So darf die Handlungsvollmacht (§ 54 HGB) nicht eingetragen werden, obwohl diese Vertretungsform im Geschäftsalltag der Unternehmen von herausragender Bedeutung ist und im Handelsverkehr zwischen Unternehmen täglich vorkommt.
Obwohl das GmbH-Gesetz die Eintragung von Unternehmensverträgen bei einer GmbH als abhängiger Gesellschaft im Handelsregister weder anordnet noch sie ausdrücklich zulässt, ist nach der höchstrichterlichen Rechtsprechung die Eintragung im Handelsregister entsprechend § 53, § 54 GmbHG erforderlich. Dem BGH zufolge gebieten Inhalt und Wirkungen des Vertrages eine entsprechende Anwendung der bei einer Änderung des Gesellschaftsvertrages einzuhaltenden Formvorschriften. Die Eintragung im Handelsregister hat somit konstitutive Wirkung, weil ein solcher Unternehmensvertrag als gesellschaftsrechtlicher Organisationsvertrag satzungsgleich den rechtlichen Status der beherrschten Gesellschaft ändert. Diese Änderung besteht insbesondere darin, dass die Weisungskompetenz der Gesellschafterversammlung auf die herrschende Gesellschaft übertragen und in das Gewinnbezugsrecht der Gesellschafter eingegriffen wird.
Ist dagegen eine Personengesellschaft die beherrschte Gesellschaft, kann die Eintragung eines Unternehmensvertrages in das Handelsregister weder auf eine ausdrückliche gesetzliche Bestimmung gestützt noch aus einer entsprechenden Anwendung der für eine Satzungsänderung geltenden Vorschriften hergeleitet werden. Dem OLG München zufolge sei der Abschluss des Gesellschaftsvertrages bei der Personengesellschaft an keine Form gebunden. Die Anmeldung zum Handelsregister umfasse bei OHG und KG nur Angaben über die Gesellschafter, die Firma und den Sitz sowie die inländische Geschäftsanschrift der Gesellschaft, die Vertretungsmacht der Gesellschafter sowie über die Höhe der Haftsumme der Kommanditisten (§ 106 Abs. 1, 2, 4, § 162 Abs. 1 HGB). Im Gegensatz zu den Kapitalgesellschaften würden bei OHG und KG weder der Gesellschaftsvertrag noch der Unternehmensgegenstand in das Handelsregister eingetragen. Die Eintragung eines Unternehmensvertrages einer Personengesellschaft könne folglich nicht – wie bei der GmbH – daraus hergeleitet werden, dass das Gesellschaftsstatut unternehmensvertraglich überlagert werde.

## Publizität
Das Handelsregister kennt keinen – wie vielfach angenommen – öffentlichen Glauben. Mit der „negativen“ oder „positiven Publizität“ wurde eine schwächere, aber komplizierte Lösung gefunden. Bei dieser Form handelt es sich um einen Vertrauensschutz, den der ins Handelsregister Einsicht Nehmende im Hinblick auf die eingetragenen und nicht eingetragenen Tatsachen genießen darf.
Unterschieden wird im Handelsregister zwischen negativer (vertrauensschützender) und positiver (vertrauenszerstörender) Publizität (§ 15 Abs. 1 und 2 HGB). „Positive Publizität“ knüpft an das an, was im Register steht. Bei positiver Publizität kann sich der Rechtsverkehr auf tatsächlich im Handelsregister stehende Tatsachen verlassen (§ 15 Abs. 3 HGB). Ist eine eintragungspflichtige Tatsache eingetragen und bekannt gemacht worden, dann darf sich der eingetragene Kaufmann nach Ablauf von 15 Tagen seit Bekanntmachung darauf berufen.
Die negative Publizität knüpft hingegen an das an, was nicht im Register steht. Sie schützt Dritte in ihrem Glauben, dass nicht im Register eingetragene und nicht bekanntgemachte eintragungspflichtige Tatsachen auch nicht bestehen. Der Rechtsverkehr darf dann darauf vertrauen, dass nicht eingetragene Tatsachen auch nicht bestehen, es sei denn, dass sie dem Dritten bekannt sind. Daher kann sich ein Kaufmann gegenüber einem Geschäftspartner beispielsweise nicht auf das Erlöschen einer Prokura berufen, wenn der jeweilige Umstand nicht im Handelsregister eingetragen und bekannt gemacht worden ist.
Den Vertrauensschutz der § 15 Abs. 1 und 3 HGB genießen nicht die Tatsachen, die nicht eintragungspflichtig, sondern lediglich eintragungsfähig sind. Positive und negative Publizität erfassen ausschließlich die eintragungspflichtigen Tatsachen („einzutragende Tatsache“) und setzen zudem den guten Glauben des Einsichtnehmenden voraus. Gutgläubig ist er dann nicht, wenn er Kenntnis von der Nicht-Eintragung oder Nicht-Bekanntmachung hatte. Dem gutgläubigen Auskunftssuchenden steht nach herrschender Meinung ein Wahlrecht zu, wonach er sich entweder auf die negative Publizität berufen oder sich für die – aus Sicht des Kaufmanns – wahre Rechtslage entscheiden kann.

## Zuständigkeiten
Das Handelsregister wird von den Amtsgerichten als Registergerichte geführt. Örtlich zuständig ist meist das Amtsgericht desselben Ortes wie das übergeordnete Landgericht (§ 8 HGB, § 376 FamFG).
Die Registereintragungen erfolgen durch den Rechtspfleger oder Richter. Das Handelsregister wird seit dem 1. Januar 2007 flächendeckend elektronisch geführt.

## Registereinsicht und Datenschutz
Das Handelsregister soll eine Publikations-, Beweis-, Kontroll- und Schutzfunktion erfüllen (negative/positive Publizität). Die Einsichtnahme in das Handelsregister sowie in die dort eingereichten Dokumente ist daher gemäß § 9 Abs. 1 HGB jedermann gestattet. Sie erfolgt kostenlos im jeweiligen Amtsgericht oder online über das Gemeinsame Registerportal der Länder. Die Gebührenpflicht für den Abruf bestimmter Inhalte ist zum 1. August 2022 entfallen. Gebührenfrei konnte online zuvor bezüglich Firmenname, Sitz, Geschäftsanschrift, Geschäftsführung, Prokura, Registergericht, Registernummer und Datum der Änderungen recherchiert werden. Altbestände von Papierdokumenten wurden jedoch nur teilweise und je nach Bundesland in unterschiedlichem Umfang digitalisiert. Bei der Einsichtnahme in das Handelsregister muss das Gericht nach § 9 Abs. 5 HGB auf Verlangen eine Bescheinigung darüber erteilen, dass bezüglich des Gegenstandes einer Eintragung weitere Eintragungen nicht vorhanden sind oder dass eine bestimmte Eintragung nicht erfolgt ist. Diese Bescheinigung wird in der Praxis Negativattest genannt.
Im Allgemeinen sind zwei Auszüge aus dem Handelsregister möglich, ein aktueller (AD) oder ein chronologischer Ausdruck (CD). Der aktuelle Abdruck aus dem Handelsregister betrifft die entsprechenden Eintragungen zu einem bestimmten Unternehmen, welcher nur die zum Zeitpunkt gültigen Informationen beinhaltet. Der chronologische Abdruck stellt alle, sowohl die aktuellen als auch besonders gekennzeichnete gegenstandslose (erledigte) Eintragungen in zeitlicher Reihenfolge dar. Die Vorgänge werden optisch in Übereinstimmung mit der Spaltenaufteilung des Handelsregisters wiedergegeben. Soweit die Firma bereits vor Einführung des elektronischen Handelsregisters eingetragen war, ist ein Scan des alten Registerblattes als historischer Ausdruck (HD) abrufbar. Die bei Einführung des elektronischen Handelsregisters noch gültigen Eintragungen wurden aber ohnehin bereits in der elektronischen Ersteintragung zusammengefasst.
Für manche Zwecke (z. B. Vorlage bei ausländischen Behörden) ist ein Ausdruck nicht ausreichend und können zusätzlich eine Apostille durch den Präsidenten des Amtsgerichts oder Landgerichts oder Überbeglaubigung durch das Bundesverwaltungsamt sowie eine Legalisation erforderlich sein.
Der Datenschutz schränkt das Einsichtsrecht nicht ein. Insbesondere hinsichtlich der inzwischen auf den Bundesanzeiger übertragenen Einsicht in Jahresabschlüsse bzw. die entsprechende Offenlegungspflicht kam es zu zahlreichen Rechtsmitteln, die das darüber abschließend entscheidende Landgericht Bonn allesamt zurückwies. Eine entsprechende Verfassungsbeschwerde nahm das Bundesverfassungsgericht nicht an. Soweit besonders gefährdete Personen beteiligt sind, sollte daher deren vollständige Privatanschrift vom Notar nicht in eine zum Handels- oder Unternehmensregister einzureichende Urkunde aufgenommen werden.

## Offenlegungspflicht
Kapitalgesellschaften und Personengesellschaften ohne eine natürliche Person als persönlich haftenden Gesellschafter sind verpflichtet, ihre Jahresabschlüsse beim Betreiber des elektronischen Bundesanzeigers offenzulegen. Jahresabschlüsse für die Geschäftsjahre bis einschließlich 2005 sind jedoch beim Handelsregister offenzulegen. Je nach Größe des Unternehmens sind die offenzulegenden Unterlagen unterschiedlich umfangreich (§§ 325 ff. HGB). Die Offenlegungspflicht wurde mit Wirkung zum Abschluss 2006 auf elektronische Übertragung ergänzt und ist zum gegenwärtigen Zeitpunkt nur noch in elektronischer Form möglich. Die jeweiligen Abschlussunterlagen waren bis zur Einführung der elektronischen Veröffentlichung beim Betreiber des elektronischen Bundesanzeigers im Jahr 2006 bei den Registergerichten in gedruckter Form einzureichen.

## Veröffentlichung
In das Handelsregister erfolgte Eintragungen werden im Internet bekanntgegeben (§ 10 HGB). Bis zum 31. Dezember 2008 wurden die Eintragungen auch in einem oder mehreren örtlichen Bekanntmachungsblättern (Art. 61 Abs. 4 Satz 1 EGHGB) bekanntgegeben. Nach den Bekanntmachungen im Internet kann im Gemeinsamen Registerportal der Länder der Bundesrepublik Deutschland gesucht werden.
Einige regionale Tageszeitungen bieten auf ihrer Website die Möglichkeit, durch das örtliche Amtsgericht erfolgte Handelsregistereintragungen der letzten Jahre nachzuschlagen. Dabei wird allerdings nicht der Inhalt der Originaldatenbank angezeigt, sondern eine rechtlich unverbindliche Datensammlung der jeweiligen Tageszeitung.

## Kosten
Für Eintragungen in das Handelsregister werden Gebühren nach der Verordnung über Gebühren in Handels-, Partnerschafts- und Genossenschaftsregistersachen (HregGebV) erhoben. Zudem entstehen Notargebühren auch für die Beglaubigung der Anmeldung oder die Beurkundung z. B. des Gesellschaftsvertrages bei Kapitalgesellschaften. Für die Erteilung von Ablichtungen und Ausdrucken können Gebühren bzw. Auslagen nach dem Gerichts- und Notarkostengesetz (GNotKG) erhoben.
Seit 1. August 2022 ist aufgrund des Gesetzes zur Umsetzung der Digitalisierungsrichtlinie (DiRUG) der Abruf aller Registerinhalte sowie der elektronisch verfügbaren Dokumente über das Gemeinsame Registerportal der Länder gebührenfrei.

## Rechtsmittel im Registerverfahren
Vor einer Eintragung sind die Registergerichte verpflichtet, die formelle und materielle Berechtigung des Eintragungsantrags zu prüfen und nicht eintragungsfähige Anträge zurückzuweisen. Gegen diese Entscheidungen und gegen die in Registern vorgenommenen Eintragungen ist als Rechtsmittel nicht der ordentliche Gerichtsweg möglich, da es sich um Entscheidungen des Registergerichts im Rahmen der freiwilligen Gerichtsbarkeit handelt; hiergegen ist lediglich die Beschwerde nach § 58 FamFG möglich, soweit sie nach dem Gesetz statthaft ist, insbesondere gegen Entscheidungen, die eine Eintragung ablehnen. Vom Registergericht vorgenommene Eintragungen sind nicht anfechtbar (§ 383 Abs. 3 FamFG). Für die Beschwerde ist das Oberlandesgericht zuständig (§ 119 Abs. 1 Nr. 1 Buchst. b GVG). Gegen dessen Entscheidung gibt es unter den Voraussetzungen des § 70 FamFG die Rechtsbeschwerde zum Bundesgerichtshof.
Eine Amtspflichtsverletzung des Registerrichters führt jedoch nicht zur Staatshaftung nach Art. 34 GG in Verbindung mit § 839 Abs. 2 BGB, weil Richter an Registergerichten keine Spruchrichter sind und ihnen deshalb das so genannte Spruchrichterprivileg des § 839 Abs. 2 BGB nicht zugutekommt. Die Staatshaftung erfolgt hier nach Art. 34 GG, § 839 Abs. 1 BGB.

## Vernetzung mit anderen Registern
Neben dem Handelsregister führen die Registergerichte das Genossenschaftsregister, das Partnerschaftsregister, das Vereinsregister und seit 1. Januar 2024 auch das neue Gesellschaftsregister. Über das Gemeinsame Registerportal der Länder kann in diesen Registern recherchiert werden. Das Unternehmensregister ist an sich kein eigenständiges Register, sondern erfüllt eine ähnliche Aufgabe wie das Registerportal, nur dass hier noch zusätzliche Informationen wie Jahresabschlüsse abgerufen werden können.  
Über das Europäische Handelsregister ist das deutsche Handelsregister zunehmend mit anderen europäischen Handelsregistern wie dem britischen Companies House oder dem französischen  Registre du commerce et des sociétés vernetzt.